# 가토리시
가토리시(일본어: 香取市)는 일본 지바현 북동부에 있는 시이다. 2006년 3월 27일에 사와라시(佐原市)와 가토리군(香取郡)에 소속했던 오미가와정(小見川町), 야마다정(山田町), 구리모토정(栗源町)이 통합하여 발족했다.
태평양으로 흘러가는 도네강(利根川)을 사이에 두고 이바라키현과 접한다. 에도 시대부터 메이지 시대까지 이 강을 이용한 수운이 번성했고, 구 사와라시의 중심 시가지에서는 그 시대의 분위기가 남아 있는 건물들이 유명하다. 또한 에도 시대 후기에 일본에서 처음 정확한 지도를 만든 이노 다다타카(伊能忠敬)의 출신지이기도 하다.

## 지리
지바현 북동부에 위치하고 수도 도쿄에서 70km, 현청 소재지 지바시에서 50km 떨어져 있다. 도네강을 경계로 이바라키현과 접한다.
시 북부의 도네강과 접한 저지부는 수향으로 불려 관광지로 알려져 있고, 시 전체가 저지부와 대지부를 차지하고 있어 농업에 적절해 농업이 기간산업이 되고 있다. 가토리시의 명칭은 원래 시가 속했던 가토리군에서 유래했다.

### 인접하는 자치체
- 나리타시
- 소사시
- 아사히시
- 가토리군 고자키정, 다코정, 도노쇼정
- 이바라키현 이나시키시, 이타코시, 가미스시

## 교통

### 철도
- 동일본 여객철도
  - 나리타선
  - 가시마선

### 도로
- 히가시칸토 자동차도
- 국도 51호선
- 국도 356호선

## 인구
| 연도 | 인구   | ±%     |
| ---- | ------ | ------ |
| 1920 | 67,449 | —      |
| 1930 | 73,218 | +8.6%  |
| 1940 | 77,261 | +5.5%  |
| 1950 | 97,221 | +25.8% |
| 1960 | 92,275 | −5.1%  |
| 1970 | 84,519 | −8.4%  |
| 1980 | 92,048 | +8.9%  |
| 1990 | 93,275 | +1.3%  |
| 2000 | 90,943 | −2.5%  |
| 2010 | 82,885 | −8.9%  |

## 기후
| 가토리시의 기후                                              | 가토리시의 기후 | 가토리시의 기후 | 가토리시의 기후 | 가토리시의 기후 | 가토리시의 기후 | 가토리시의 기후 | 가토리시의 기후 | 가토리시의 기후 | 가토리시의 기후 | 가토리시의 기후 | 가토리시의 기후 | 가토리시의 기후 | 가토리시의 기후 |
| 월                                                           | 1월             | 2월             | 3월             | 4월             | 5월             | 6월             | 7월             | 8월             | 9월             | 10월            | 11월            | 12월            | 연간            |
| ------------------------------------------------------------ | --------------- | --------------- | --------------- | --------------- | --------------- | --------------- | --------------- | --------------- | --------------- | --------------- | --------------- | --------------- | --------------- |
| 역대 최고 기온 °C (°F)                                       | 18.6 (65.5)     | 24.5 (76.1)     | 24.2 (75.6)     | 29.4 (84.9)     | 32.6 (90.7)     | 33.5 (92.3)     | 36.9 (98.4)     | 36.5 (97.7)     | 35.5 (95.9)     | 31.6 (88.9)     | 25.5 (77.9)     | 24.1 (75.4)     | 36.9 (98.4)     |
| 일평균 최고 기온 °C (°F)                                     | 9.0 (48.2)      | 9.7 (49.5)      | 13.2 (55.8)     | 17.8 (64.0)     | 22.1 (71.8)     | 24.7 (76.5)     | 28.7 (83.7)     | 29.9 (85.8)     | 26.2 (79.2)     | 21.1 (70.0)     | 16.3 (61.3)     | 11.4 (52.5)     | 19.2 (66.5)     |
| 일일 평균 기온 °C (°F)                                       | 3.5 (38.3)      | 4.5 (40.1)      | 7.9 (46.2)      | 12.6 (54.7)     | 17.2 (63.0)     | 20.5 (68.9)     | 24.3 (75.7)     | 25.4 (77.7)     | 22.2 (72.0)     | 16.9 (62.4)     | 11.3 (52.3)     | 5.8 (42.4)      | 14.3 (57.8)     |
| 일평균 최저 기온 °C (°F)                                     | −2.0 (28.4)     | −0.8 (30.6)     | 2.2 (36.0)      | 7.2 (45.0)      | 12.7 (54.9)     | 16.9 (62.4)     | 20.9 (69.6)     | 22.0 (71.6)     | 18.8 (65.8)     | 12.8 (55.0)     | 6.2 (43.2)      | 0.4 (32.7)      | 9.8 (49.6)      |
| 역대 최저 기온 °C (°F)                                       | −8.7 (16.3)     | −8.9 (16.0)     | −5.8 (21.6)     | −3.3 (26.1)     | 0.9 (33.6)      | 7.5 (45.5)      | 13.4 (56.1)     | 13.9 (57.0)     | 7.9 (46.2)      | 2.1 (35.8)      | −2.5 (27.5)     | −7.8 (18.0)     | −8.9 (16.0)     |
| 평균 강수량 mm (인치)                                        | 84.3 (3.32)     | 69.0 (2.72)     | 114.1 (4.49)    | 124.4 (4.90)    | 134.5 (5.30)    | 146.3 (5.76)    | 130.9 (5.15)    | 116.0 (4.57)    | 206.5 (8.13)    | 282.7 (11.13)   | 110.5 (4.35)    | 71.8 (2.83)     | 1,593.6 (62.74) |
| 평균 강수일수 (≥ 1.0 mm)                                     | 5.6             | 7.0             | 10.6            | 10.3            | 10.7            | 10.9            | 9.8             | 7.7             | 11.6            | 12.0            | 8.8             | 6.2             | 111.2           |
| 평균 월간 일조시간                                           | 194.7           | 167.0           | 183.2           | 181.3           | 181.8           | 132.6           | 157.6           | 189.4           | 141.1           | 131.2           | 149.3           | 171.4           | 1,980.2         |
| 출처: 일본 기상청 (평년값: 1999년~2020년, 극값: 1999년~현재) |                 |                 |                 |                 |                 |                 |                 |                 |                 |                 |                 |                 |                 |